# Frank Linsly James
Pour les articles homonymes, voir James.
Frank Linsly James est un explorateur britannique, né le 21 avril 1851 et mort le 21 avril 1890.
James explore le Soudan, la Somalie, l’Inde et le Mexique. Il fait paraître en 1883 Experiences and Adventures During Three Winters Spent in the Sudan et The Unknown Horn of Africa ; an Exploration from Berbera to the Leopard River. Il est tué par un éléphant qu’il avait blessé.
George Ernest Shelley (1840-1910) lui dédie en 1885 le Tchagra de James, Tchagra jamesi.

## Source
- Bo Beolens et Michael Watkins (2003). Whose Bird ? Common Bird Names and the People They Commemorate. Yale University Press (New Haven et Londres).